# Ceratocanthopsis fulgida
Ceratocanthopsis fulgida is een keversoort uit de familie Hybosoridae. De wetenschappelijke naam van de soort is voor het eerst geldig gepubliceerd in 1967 door Martínez.